# Newcastle United F.C.
Newcastle United engleski je nogometni klub iz grada Newcastle upon Tyne. Klub igra u FA Premier ligi, po uspješnosti osmi klub u Engleskoj. 
Klub je osnovan 1892. nakon spajanja dva lokalna kluba, Newcastle East Enda i Newcastle West Enda. Od kada postoje domaće utakmice igraju na St James' Parku koji prima 52.387 gledatelja. Do sada su bili prvaci engleske četiri puta, ali kao najveći uspjeh kluba smatra se osvajanje Kupa velesajamskih gradova 1969. godine. Zaštitne boje kluba su crna i bijela. Navijači kluba nazivaju se Toon Army. Najveći rival im je Sunderland s kojim igraju Tyne-Wear derby još od 1898. godine.

## Povijest
Klub je osnovan 1892. spajanjem dva lokalna kluba Newcastle East Enda i Newcastle West Enda koji su do tada igrali u Northern League, ali kada je West End upao u financijske probleme dolazi do spajanja ovih dvaju klubova. Stadion St. James Park je preuzet od West Enda, a za ime su se dugo dogovarali, prijedlozi su bili Newcastle Rangers, Newcastle City i Newcastle United, ali je na koncu donesena odluka, i klub je dobio ime Newcastle United. Nije puno trebalo čekati do prvog naslova, malo više od deset godina.
Prvi
naslov su osvojili 1903., da bi u sljedeće četiri godine osvojili još dva (1907. i 1908.). Osim u prvenstvu briljirali su i u FA Kupu. FA Kup su osvojili čak pet puta u šest godina (1905., 1906., 1908., 1910. i 1911. godine). Početak 20. stoljeća je bilo najsjajnije doba Newcastlea, ali u tom razdoblju doživljavaju i jednu veliku blamažu od svog rivala Sunderlanda, poraženi su rezultatom 9-1. Do Drugog svjetskog rata osvajaju još jednom FA kup 1924., a 1927. osvajaju svoje posljednje prvenstvo. Tada Newcastle pada u prosječnost. Nakon drugog svjetskog rata osvajaju FA kup još tri puta 1951., 1952. i 1955. Sredinom 60-ih godina Newcastle osvaja Drugu ligu, te ulazi u Prvu ligu. Samo nekoliko sezona nakon što su ušli u prvu ligu osiguravaju mjesto u europskim natjecanjima. Svoj prvi nastup u euro-natjecanjima bilježe 1968., a ujedno tada u svom debiju u Europi i osvajaju trofej. Osvojili su Kup velesajamskih gradova (preteča Kupa UEFA-e). U finalu tog turnira su pobijedili Mađarski Újpest FC. To razdoblje navijači Newcastlea osim po prvom europskom trofeju pamte i po legendi kluba Malcomu Macdonaldu kojemu su dali nadimak 'Supermac'. Tada (točnije 1974. godine Newcastle United osvaja i svoj prvi i jedini Liga kup. Nakon toga u 80-im slijedi veliki pad Newcstle Uniteda, upadaju u Drugu ligu iz koje izlaze tek početkom 90-ih. U tom razdoblju treba istaknuti igračku, a kasnije i trenersku legendu kluba Kevina Keegana. Nakon što se proslavio kao igrač Keegan preuzima trenersku poziciju u Newcastle Unitedu i 1993. godine ih vraća u Prvu ligu. Keegan je i dalje nastavio trenirati Newcastle koji je nizao odlične rezultate u sljedećim sezonama. U sezoni 1995-96 bili su vrlo blizu osvajanja Premiershipa. Te sezone su čak imali 12 bodova prednosti, ali ni to nije bilo dovoljno da osvoje, završili su sezonu kao drugi, a prvi je bio Manchester United. Na ljeto 1996. kupuju najveću legendu i najboljeg strijelca u povijesti kluba Alana Shearera za tada rekordnih 15.000.000 funta. Sljedeću sezonu su također završili kao drugi, a prvi je bio opet Manchester United. Kevin Keegan je otišao s trenerske pozicije, a nakon njega su se mijenjali treneri sve dok nije došao Sir Bobby Robson koji je postizao solidne rezultate dok je bio trener. Pod vodstvom Robsona sezonu 2001./02. završavaju kao četvrtoplasirani. Zbog tako visoke pozicije izborili su pravo nastupa u Ligi prvaka u sljedećoj sezoni (2002./03.). Nakon što je Sir Bobby Robson odstupio s mjesta trenera, na klupi Newcastlea su se mijenjali brojni treneri, redom: Graeme Souness, Glenn Roeder, Sam Allardyce, Kevin Keegan i Joe Kinnear. Zajedno s trenerima mijenjali su se i predsjednici/vlasnici kluba, pa je tako 2007. godine Mike Ashley nasljedio Freddyja Shepherda.
 U tom razdoblju Newcastle United je nije baš postizao najbolje rezultate, jedino treba izdvojiti polufinale Kupa UEFA 2004., u polufinalu United je poražen od Olympique de Marseillea. Nakon sramotnog ispadanja iz Premier lige u sezoni 2008./09., klub je pod vodstvom Chrisa Hughtona uvjerljivo osvojio prvo mjesto u Football League Championshipu i vratio se u elitni razred za sezonu 2010./11.

## Boje kluba
Glavne boje Newcastle Uniteda su crna i bijela, okomito poredane. U početku nogometaši Uniteda su nosili crvene dresove, ali kako s vremenom sve više momčadi iz Engleske počinju nositi crvene dresove kao npr. Liverpool i Arsenal, mijenjaju boju dresova u crno-bijelu. Od tada pa sve do danas igrači Newcastle Uniteda nose crno-bijele dresove na domaćim utakmicama. Dresovi za gostujuće utakmice su se s vremenom mijenjale, u početku su bili plavi, a kasnije žuti, sivi, crni, zeleni, a trenutno gostujući dresovi su ljubičaste boje. 

## Navijači
Toon Army, još poznati kao Geordies i the Magpies nadimci navijača Newcastle Uniteda. Geordies zato što se tako zovu ljudi koji žive u Newcastleu, a the Magpies (svrake) zato što su boje kluba, iste kao i boje perja te ptice (crna i bijela boja). Mnogi engleski mediji kažu da je Toon Army jedna od najboljih navijačkih skupina u Engleskoj, jedan dokaz točnosti te tvrdnje je činjenica da je stadion St James' Park jedan od najispunjenijih za vrijeme utakmica u Engleskoj. 
Osim u Engleskoj Newcastle United ima navijačke skupine i u drugim dijelovima svijeta, kao npr.: Skandinavija, Island, Australija, SAD, Italija itd.
Poznati navijači Newcastle United su: bivši premijer Velike Britanije Tony Blair, gitarist Iron Maidena Janick Gers, te frontman AC/DC-a Brian Johnson.

## Rivali
Rivali Newcastle United su Sunderland s kojim igraju Tyne-Wear derby i Middlesbrough s kojim igraju Tyne-Tees derby. 

## Rekordi
Za Newcastle United najviše nastupa čak 496 je sakupio Jimmy Lawrence koji je za Svrake igrao od 1904 do 1921 godine. Iz njega slijedi Frank Hudspeth s 472 nastupa. 
Alan Shearer je najbolji klupski strijelac svih vremena s postignutih 206 pogodaka.
Rekordan broj gledatelja na domaćim utakmicama Newcastle Uniteda je 68,386, a to je bilo na utakmici protiv Chelsea F.C. 3. rujna 1930. godine. U novijoj povijesti kluba najviše gledatelja na domaćoj utakmici Newcastlea se okupilo protiv Manchester Uniteda 28. kolovoza 2005., bilo je 52,327 gledatelja.

## Treneri Newcastle Uniteda
| Ime i prezime    | Nacionalnost | Od    | Do    |
| ---------------- | ------------ | ----- | ----- |
| nepoznato        | (n/a)        | 1892. | 1929. |
| Andy Cunningham  |              | 1930. | 1935. |
| Tom Mather       |              | 1935. | 1939. |
| Stan Seymour     |              | 1939. | 1958. |
| George Martin    |              | 1947. | 1950. |
| Doug Livingstone |              | 1954. | 1956. |
| Charlie Mitten   |              | 1958. | 1961. |
| Norman Smith     |              | 1961. | 1962. |
| Joe Harvey       |              | 1962. | 1975. |
| Gordon Lee       |              | 1975. | 1977. |
| Richard Dinnis   |              | 1977. | 1977. |
| Bill McGarry     |              | 1977. | 1980. |
| Arthur Cox       |              | 1980. | 1984. |
| Jack Charlton    |              | 1984. | 1985. |
| Willie McFaul    |              | 1985. | 1988. |
| Jim Smith        |              | 1988. | 1991. |
| Osvaldo Ardiles  |              | 1991. | 1992. |
| Kevin Keegan     |              | 1992. | 1997. |
| Kenny Dalglish   |              | 1997. | 1998. |
| Ruud Gullit      |              | 1998. | 1999. |
| Sir Bobby Robson |              | 1999. | 2004. |
| Graeme Souness   |              | 2004. | 2006. |
| Glenn Roeder     |              | 2006. | 2007. |
| Sam Allardyce    |              | 2007. | 2008. |
| Kevin Keegan     |              | 2008. | 2008. |
| Joe Kinnear      |              | 2008. | 2009. |
| Alan Shearer     |              | 2009. | 2009. |
| Chris Hughton    |              | 2009. | 2010. |
| Alan Pardew      |              | 2010. | 2015. |
| John Carver      |              | 2015. | 2015. |
| Steve McClaren   |              | 2015. | 2016. |
| Rafael Benítez   |              | 2016. |       |

## Dosadašnji sponzori
| Razdoblje     | Športska oprema |
| ------------- | --------------- |
| 1974. – 1975. | Bukta           |
| 1975. – 1976. | Umbro           |
| 1976. – 1980. | Bukta           |
| 1980. – 1993. | Umbro           |
| 1993. – 1995. | Asics           |
| 1995. – 2010. | Adidas          |
| 2010. -       | Puma            |

| Razdoblje     | Sponzor                            |
| ------------- | ---------------------------------- |
| 1980. – 1986. | Newcastle Breweries                |
| 1986. – 1990. | Greenall's Beers                   |
| 1990. – 2000. | McEwan's Lager/Newcastle Brown Ale |
| 2000. – 2003. | NTL                                |
| 2003. – 2012. | Northern Rock                      |
| 2012. – 2013. | Virgin Money                       |
| 2013. -       | Wonga.com                          |

## Klupski uspjesi

### Domaći uspjesi
Prva liga i FA Premier Liga naslovi:
- Prvak (4): 1904./05., 1906./07., 1908./09., 1926./27.
- Drugi (2): 1995./96., 1996./97.

Druga liga:
- Prvak (6): 1964./65., 1992./93., 2009./10., 2016./17.
- Drugi (2): 1897./98., 1947./48.

FA kup:
- Osvajač (6): 1909./10., 1923./24., 1931./32., 1950./51., 1951./52., 1954./55.

Engleski Liga kup:
- Osvajač (1): 2024./25.

Charity Shield:
- Osvajač (1): 1909.

### Europski uspjesi
Kup velesajamskih gradova: 
- Osvajač (1): 1968./69.

Intertoto kup:
- Osvajač (1): 2006.

Texaco kup:
- Osvajač (2): 1973./74., 1974./75.

Anglo-talijanski kup:
- Osvajač (1): 1973.

Kirin kup:
- Osvajač (1): 1983.

## Vanjske poveznice
- NUFC.co.uk Službena stranica
- NUFC.com
- Toontastic  Arhivirana inačica izvorne stranice od 3. rujna 2011. (Wayback Machine)
- toon1892.com
- Newcastle-online

| Sastav Newcastle Uniteda – Sezona 2024./25. | Sastav Newcastle Uniteda – Sezona 2024./25. |
| --- | ------------------------------------------- |
| |                                             |
| 1 Dúbravka • 2 Trippier • 4 Botman • 5 Schär • 6 Lascelles • 7 Joelinton • 8 Tonali • 9 Wilson • 10 Gordon • 11 Barnes • 13 Targett • 14 Isak • 17 Krafth • 18 Osula • 19 Vlachodimos • 20 Hall • 21 Livramento • 22 Pope • 23 Murphy • 28 Willock • 29 Gillespie • 33 Burn • 36 S. Longstaff • 39 Guimarães • 67 Miley • Trener: Howe |                                             |

| Sastav Newcastle Uniteda – Sezona 2024./25. | Sastav Newcastle Uniteda – Sezona 2024./25. |
| --- | ------------------------------------------- |
| |                                             |
| 1 Dúbravka • 2 Trippier • 4 Botman • 5 Schär • 6 Lascelles • 7 Joelinton • 8 Tonali • 9 Wilson • 10 Gordon • 11 Barnes • 13 Targett • 14 Isak • 17 Krafth • 18 Osula • 19 Vlachodimos • 20 Hall • 21 Livramento • 22 Pope • 23 Murphy • 28 Willock • 29 Gillespie • 33 Burn • 36 S. Longstaff • 39 Guimarães • 67 Miley • Trener: Howe |                                             |

| Momčadi FA Premier lige                                                          | Momčadi FA Premier lige |
| -------------------------------------------------------------------------------- | --- |
|                                                                                  | |
| Članovi 2024./25.                                                                | Arsenal • Aston Villa • Bournemouth • Brentford • Brighton & Hove Albion • Chelsea • Crystal Palace • Everton • Fulham • Ipswich Town • Leicester City • Liverpool • Manchester City • Manchester United • Newcastle United • Nottingham Forest • Southampton • Tottenham Hotspur • West Ham United • Wolverhampton Wanderers |
|                                                                                  | |
| Bivše momčadi (1992. – 2024.)                                                    | Barnsley • Birmingham City • Blackburn Rovers • Blackpool • Bolton Wanderers • Bradford City • Burnley • Cardiff City • Charlton Athletic • Coventry City • Derby County • Fulham • Huddersfield Town • Hull City • Leeds United • Luton Town • Middlesbrough • Norwich City • Oldham Athletic • Portsmouth • Queens Park Rangers • Reading • Sheffield Wednesday • Sheffield United • Stoke City • Sunderland • Swansea City • Swindon Town • Watford • West Bromwich Albion • Wigan Athletic • Wimbledon |
|                                                                                  | |
| Bivše momčadi Football Leaguea (1888. – 1892.) i First Divisiona (1892. – 1992.) | Accrington • Bradford Park Avenue • Bristol City • Bury • Carlisle United • Darwen • Glossop North End • Grimsby Town • Leyton Orient • Millwall • Northampton Town • Notts County • Oxford United • Preston North End |

| Momčadi FA Premier lige                                                          | Momčadi FA Premier lige |
| -------------------------------------------------------------------------------- | --- |
|                                                                                  | |
| Članovi 2024./25.                                                                | Arsenal • Aston Villa • Bournemouth • Brentford • Brighton & Hove Albion • Chelsea • Crystal Palace • Everton • Fulham • Ipswich Town • Leicester City • Liverpool • Manchester City • Manchester United • Newcastle United • Nottingham Forest • Southampton • Tottenham Hotspur • West Ham United • Wolverhampton Wanderers |
|                                                                                  | |
| Bivše momčadi (1992. – 2024.)                                                    | Barnsley • Birmingham City • Blackburn Rovers • Blackpool • Bolton Wanderers • Bradford City • Burnley • Cardiff City • Charlton Athletic • Coventry City • Derby County • Fulham • Huddersfield Town • Hull City • Leeds United • Luton Town • Middlesbrough • Norwich City • Oldham Athletic • Portsmouth • Queens Park Rangers • Reading • Sheffield Wednesday • Sheffield United • Stoke City • Sunderland • Swansea City • Swindon Town • Watford • West Bromwich Albion • Wigan Athletic • Wimbledon |
|                                                                                  | |
| Bivše momčadi Football Leaguea (1888. – 1892.) i First Divisiona (1892. – 1992.) | Accrington • Bradford Park Avenue • Bristol City • Bury • Carlisle United • Darwen • Glossop North End • Grimsby Town • Leyton Orient • Millwall • Northampton Town • Notts County • Oxford United • Preston North End |